# Ferrari 156/85
Ferrari 156/85 byl vůz Formule 1 postavený stájí Scuderia Ferrari pro ročník 1985. Michele Alboreto s ním v tomto roce získal celkové druhé místo. Řídili jej i René Arnoux a Stefan Johansson. Konstruktéry byli Harvey Postlethwaite a Jean-Claude Migeot. Debutem vozu v F1 byla Grand Prix Brazílie 1985.

## Popis
Ferrari vstoupil do roku 1985 se zcela novým typem, jenž nahradil stárnoucí Ferrari 126C. Po rozporech uvnitř týmu odešel dlouholetý šéfkonstruktér Mauro Forghieri. Nový vůz byl novým dílem přeorganizovaného týmu pod vedením Piera Lardiho. Motor zůstal z typu 126 se dvěma turbodmychadly, které byly přemístěny na bok motoru. Převodovka byla rovněž z dílny Ferrari. Všechna kola byla nezávisle zavěšena. Ferrari 156 byl v roce 1985 největším konkurentem a prakticky jediným soupeřem McLarenům. Michele Alboreto bojoval s Alainem Prostem o titul mistra světa.

## Technická data
- motor: Ferrari 126C 031 V6 120° Turbo
  - objem: 1496 ccm
  - vstřikování: Magneti Marelli
  - palivový systém: Marelli/Weber
  - palivo: Agip
  - výkon: 789 kW/11000 otáček
  - převodovka: Ferrari T 635 5stupňová
  - pneumatiky: Goodyear
  - brzdy: Brembo
  - Hmotnost 558 kg

## Piloti a umístění
- Michele Alboreto – 53 bodů / 2. místo
- Stefan Johansson – 26 bodů / 7. místo
- René Arnoux – 3 body / 17. místo

## Statistika
- 16 Grand Prix
- 2 vítězství
- 1 pole position
- 82 bodů
- 10 x pódium

- Žlutě – vítězství / Modře – 2. místo / Červeně – 3. místo / Zeleně - bodoval

| Rok  | 1   | 2   | 3   | 4   | 5   | 6   | 7   | 8  | 9   | 10  | 11  | 12  | 13  | 14  | 15  | 16  | 17 | 18 | 19 |
| ---- | --- | --- | --- | --- | --- | --- | --- | -- | --- | --- | --- | --- | --- | --- | --- | --- | -- | -- | -- |
| 1985 | BRA | POR | SMA | MON | KAN | USA | FRA | GB | NĚM | RAK | HOL | ITA | BEL | EUR | JAR | AUS | *  | *  | *  |